# Amor y anarquía
Amor y anarquía (Film d'amore e d'anarchia, ovvero: stamattina alle 10, in via dei Fiori, nella nota casa di tolleranza...) es una película italiana de 1973 dirigida por Lina Wertmüller, con Giancarlo Giannini y Mariangela Melato como actores principales. 
La trama se desarrolla en la Italia fascista de Benito Mussolini poco antes del inicio de la Segunda Guerra Mundial. Se centra en el personaje de Gianini, un anarquista que se oculta en un prostíbulo mientras prepara un atentado para asesinar a Mussolini. Mientras realiza los preparativos, se enamora del personaje interpretado por Lina Polito, una joven prostituta. 
En el film se exploran temáticas concernientes al amor, el odio al fascismo y el miedo a morir durante la ejecución de un atentado.
La película Amor y anarquía fue candidata a la Palma de Oro del Festival de Cannes de 1973, y Giannini obtuvo el premio a la mejor interpretación masculina.

## Reparto
- Giancarlo Giannini - Antonio Soffiantini 'Tunin'
- Mariangela Melato - Salomé
- Eros Pagni - Giacinto Spatoletti
- Pina Cei - Madame Aida
- Elena Fiore - Donna Carmela
- Giuliana Calandra
- Isa Bellini
- Isa Danieli - Prostituta
- Enrica Bonaccorti - Prostituta
- Anna Bonaiuto - Prostituta
- Anita Branzanti - Prostituta
- Maria Sciacca - Prostituta
- Anna Melato - Prostituta
- Gea Linchi - Prostituta
- Anna Stivala - Prostituta